# Daevabad-trilogie
De Daevabad-trilogie (Engels: The Daevabad Trilogy) is een reeks van fantasyromans van de Amerikaanse schrijfster S.A. Chakraborty. 
De boeken werden vertaald in meer dan een dozijn talen waaronder het Nederlands en genomineerd voor de Hugo Award, Locus Award, World Fantasy Award, Crawford Award en de Campbell Award.

## Verhaal
Het verhaal speelt zich af in een exotische fantasiewereld die is geïnspireerd door het oude Midden-Oosten. Hoofdpersonage is Nahri, een jonge oplichtster uit het 18e-eeuwse Caïro. Tijdens een exorcisme roept ze per ongeluk een djinn-krijger op genaamd Darayavahoush e-Afshin, afgekort "Dara". Hij vertelt dat haar genezende krachten behoren tot de lang geleden overleden Nahids, een machtige magische familie en oude heersers van de djinn, en neemt haar mee op reis naar Daevabad, de stad die haar voorouders hebben gebouwd. Ze raakt daar betrokken bij een wereld van mythen, magie en politieke intriges.

## Boeken
1. The City of Brass (2017) (nl: De bronzen stad)
2. The Kingdom of Copper (2019) (nl: De koperen koning)
3. The Empire of Gold (2020) (nl: Het gouden rijk)

### Collecties
1. The River of Silver: Tales from the Daevabad Trilogy (2022)

## Verfilming
In mei 2020 werd aangekondigd dat het Amerikaanse film- en televisiebedrijf Complete Fiction, de Daevabad-trilogie gaat omzetten in een televisieserie voor Netflix.